# 宾夕法尼亚大学诺贝尔奖得主列表

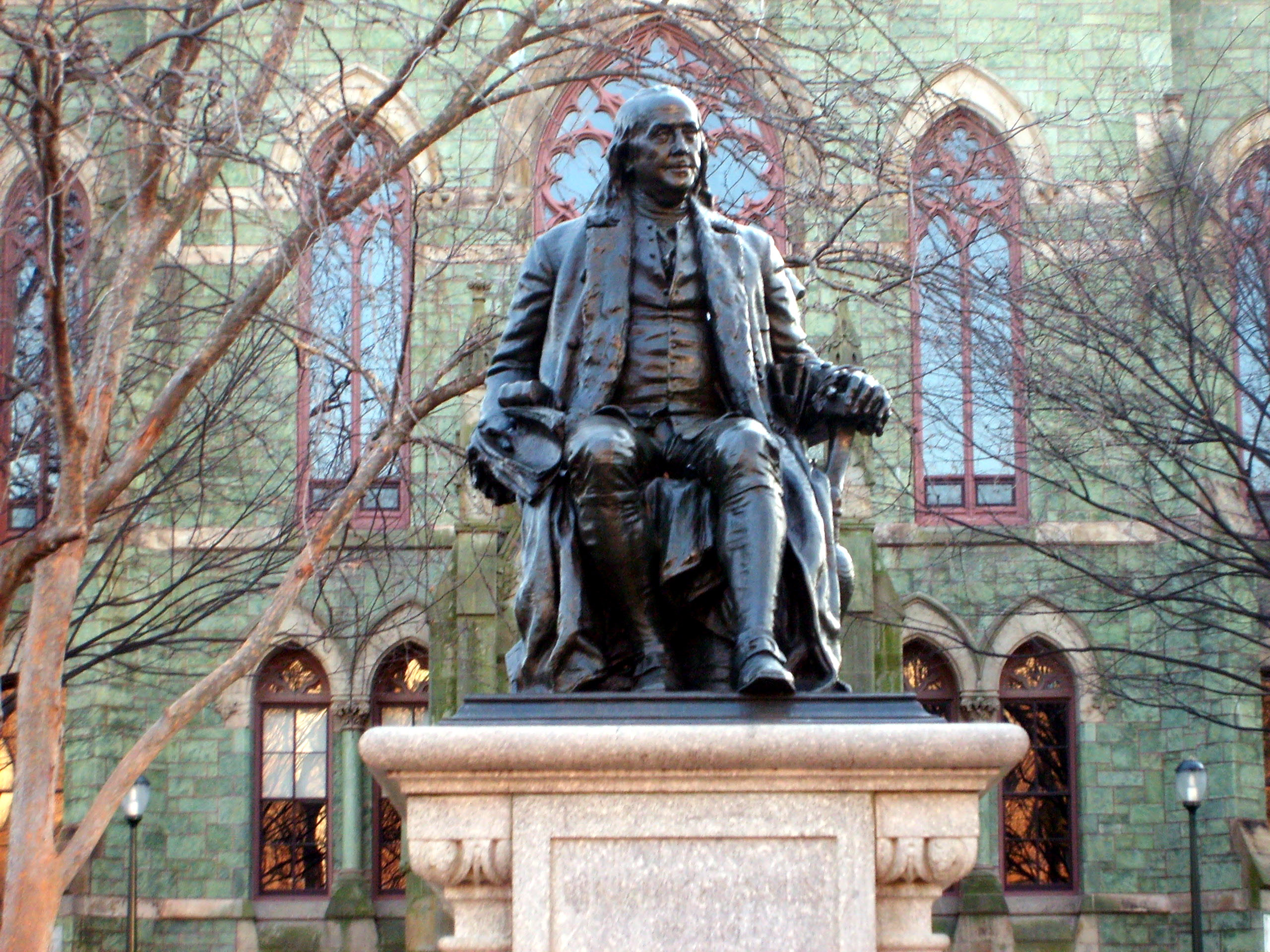
一共有28位诺贝尔奖和主和宾夕法尼亚大学存在某种程度的关联，图为该校创始人本杰明·富兰克林的塑像，座落在学校礼堂的正前方。

诺贝尔奖由瑞典皇家科学院、瑞典学院、卡罗琳学院和挪威诺贝尔委员会每年颁发一次，分别授予在化学、物理学、文学、和平、生理学或医学和经济学领域作出杰出贡献的人士。除经济学奖外，其他五个奖项都是于1895年根据阿尔弗雷德·诺贝尔的遗嘱设立，这五个奖项也就都是由诺贝尔基金会进行管理。诺贝尔经济学奖又名“瑞典国家银行纪念阿尔弗雷德·诺贝尔经济学奖”，由瑞典中央銀行于1968年设立，旨在奖励在经济学领域作出杰出贡献的人士。每个奖都是由独立的委员会颁发，瑞典皇家科学院颁奖物理学、化学和经济学奖，瑞典学院颁奖文学奖，卡罗琳学院颁奖生理学或医学奖，挪威诺贝尔委员会颁奖和平奖。每位获奖者都将获得一枚奖牌，一份证书以及不同数额的奖金。1901年，首批诺贝尔奖获得者拿到了15万零782瑞典克朗的奖金，相当于2007年12月的773万1004瑞典克朗。2008年，获奖者的奖金数额为一千万瑞典克朗。除和平奖是在奥斯陆颁发外，另外五个奖都是在斯德哥尔摩举行的仪式上颁发，颁奖日期为每年的12月10日，这天是诺贝尔的忌日。
截至2015年，共有28位诺贝尔奖得主与宾夕法尼亚大学存在某种程度的关联，其中单过去10年里就有6位。根据该校的定义，这些人可以包括其培养的本科生、研究生，或是学校的教师。曾于1922年获诺贝尔生理学和医学奖的奥托·迈尔霍夫是宾夕法尼亚大学的生理化学研究教授，也是与该校相关的首位诺贝尔奖得主。还有5位宾夕法尼亚大学的诺贝尔奖得主一起分享两座奖项，分别是：拉格纳·格拉尼特和霍尔登·凯弗·哈特兰共同获得1967年诺贝尔化学奖；艾伦·黑格、艾伦·麦克德尔米德和白川英树一起赢得2000年诺贝尔化学奖。有9位与宾夕法尼亚大学相关的获奖者赢得了生理学和医学奖，在数量上超过其他任何一个奖项。1972年，该校的克里斯蒂安·B·安芬森、杰拉尔德·埃德尔曼和约翰·施里弗3位获奖者分别获得3项不同类别的诺贝尔奖，这3位获奖者也于次年得到学校授予的自然科学博士学位。

## 获奖者
| 年份 | 形象 | 得主                   | 关系 | 奖项         | 获奖原因                                                                               |
| ---- | ---- | ---------------------- | --- | ------------ | -------------------------------------------------------------------------------------- |
| 1922 |      | 奥托·迈尔霍夫          | 1940至1951年生物化学研究教授                                                                                       | 生理学或医学 | “发现肌肉中氧的消耗和乳酸代谢之间的固定关系”。                                         |
| 1938 |      | 里夏德·库恩            | 生物化学客座研究教授                                                                                               | 化学         | “对类胡萝卜素和维生素的研究”。                                                         |
| 1955 |      | 文森特·迪维尼奥        | 1924至1925年医学研究生院生物化学助理                                                                               | 化学         | “对具有生物化学重要性的含硫化合物的研究，特别是首次合成了多肽激素”。                   |
| 1961 |      | 罗伯特·霍夫施塔特      | 1939至1940年研究员，1940至1941年物理教师                                                                           | 物理学       | “关于对原子核对电子的散射的先驱性研究,并由此得到的关于核子结构的研究发现”。            |
| 1964 |      | 马丁·路德·金           | 1950至1951年研究生                                                                                                 | 和平         | “西方世界首位向我们证明斗争可以通过非暴力方式发起的人”。                               |
| 1967 |      | 拉格纳·格拉尼特        | 1929至1931年研究员，1971年获自然科学博士学位                                                                       | 生理学或医学 | “发现眼睛的初级生理及化学视觉过程”。                                                   |
| 1967 |      | 霍尔登·凯弗·哈特兰     | 1931至1936年生理物理学研究员；1936至1942年助理教授；1943至1948年副教授；1948至1949年教授；1971年获自然科学博士学位 | 生理学或医学 | “发现眼睛的初级生理及化学视觉过程”。                                                   |
| 1971 |      | 西蒙·史密斯·库兹涅茨   | 1930至1934年经济统计学教授；1934至1935年助理教授；1936至1954年教授；1956年获自然科学博士学位；1976年获法学博士学位 | 经济学       | “在研究人口发展趋势及人口结构对经济增长和收入分配关系方面做出了巨大贡献”。             |
| 1972 |      | 克里斯蒂安·B·安芬森    | 1939年获理学硕士学位，1973年获自然科学博士学位                                                                     | 化学         | “对核糖核酸酶的研究，特别是对其氨基酸序列与生物活性构象之间的联系的研究”。             |
| 1972 |      | 杰拉尔德·埃德尔曼      | 1954年获医学士学位；1973年获自然科学博士学位                                                                       | 生理学或医学 | “发现抗体的化学结构”。                                                                 |
| 1972 |      | 约翰·施里弗            | 1962至1980年物理学教授；1973年获自然科学博士学位                                                                   | 物理学       | “他们联合创立了超导微观理论，即常说的BCS理论”。                                        |
| 1976 |      | 巴鲁克·塞缪尔·布隆伯格 | 1964年起任医学教授；1990年获自然科学博士学位                                                                       | 生理学或医学 | “发现传染病产生和传播的新机理”。                                                       |
| 1980 |      | 劳伦斯·克莱因          | 1958年起任经济学教授                                                                                               | 经济学       | “以经济学说为基础，根据现实经济中实有数据所作的经验性估计，建立起经济体制的数学模型”。 |
| 1985 |      | 麦可·斯图亚特·布朗     | 1962年获文学士学位，1966年获医学士学位，1986年获自然科学博士学位                                                   | 生理学或医学 | “在胆固醇代谢调控方面的发现”。                                                         |
| 1997 |      | 史坦利·布鲁希纳        | 1964年获文学士学位，1968年获医学士学位                                                                             | 生理学或医学 | “发现朊病毒——传染的一种新的生物学原理”                                                 |
| 1999 |      | 亚米德·齐威尔          | 1974年获哲学博士学位，1997年获自然科学博士学位                                                                     | 化学         | “用飞秒光谱学对化学反应过渡态所做的研究”。                                             |
| 2000 |      | 艾伦·黑格              | 1962至1982年物质结构实验室研究员                                                                                   | 化学         | “发现和发展了导电聚合物”。                                                             |
| 2000 |      | 艾伦·麦克德尔米德      | 1955年起任化学系教师；1988年起任化学布兰查德教授                                                                   | 化学         | “发现和发展了导电聚合物”。                                                             |
| 2000 |      | 白川英树               | 1976年化学系博士后研究员                                                                                           | 化学         | “发现和发展了导电聚合物”。                                                             |
| 2002 |      | 雷蒙德·戴维斯          | 1985至2006年担任教授                                                                                               | 物理学       | “在天体物理学领域做出的先驱性贡献，尤其是探测宇宙中微子”。                             |
| 2004 |      | 欧文·罗斯              | 1971年起任物理生物化学教授                                                                                         | 化学         | “发现了泛素介导的蛋白质降解”。                                                         |
| 2004 |      | 爱德华·普雷斯科特      | 1967至1971年任助理教授                                                                                             | 经济学       | “在有关宏观经济政策的时间一致性难题和商业周期影响因素研究方面做出的贡献”。             |
| 2006 |      | 埃德蒙·费尔普斯        | 1966至1971年任教授                                                                                                 | 经济学       | “在宏观经济学跨期决策权衡领域所取得的研究成就”。                                       |
| 2008 |      | 哈拉尔德·楚尔·豪森     | 1968至1969年任助理教授                                                                                             | 生理学或医学 | “发现了导致子宫颈癌的人乳头状瘤病毒”。                                                 |
| 2009 |      | 乔治·史密斯            | 1955年获理学士学位                                                                                                 | 物理学       | “发明半导体成像器件电荷耦合器件”。                                                     |
| 2009 |      | 奥利弗·威廉姆森        | 1965至1983年任教授                                                                                                 | 经济学       | “经济治理，尤其是企业边际领域方面的贡献”。                                             |
| 2010 |      | 根岸英一               | 1963年获哲学博士学位                                                                                               | 化学         | “对有机合成中钯催化偶联反应的研究”。                                                   |
| 2011 |      | 托玛斯·萨金特          | 1970至1971年任教授                                                                                                 | 经济学       | “在宏观经济学中对成因及其影响的实证研究”。                                             |